# Vasatorget

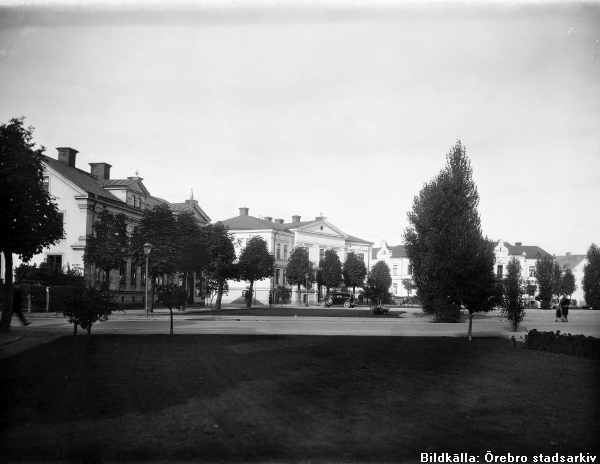
Vasatorget Örebro c:a 1930. Bildkälla: Örebro stadsarkiv / Eric Sjöqvist

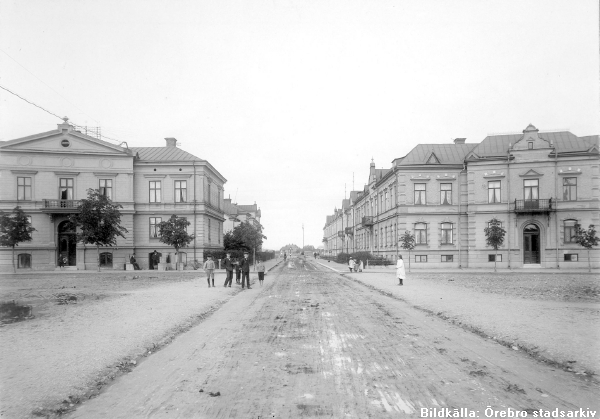
Vasatorget Örebro år 1903. Angelgatan i mitten. Huset till vänster är det sista kvarvarande huset av den gamla bebyggelsen från 1800-talets slut.

Vasatorget är en solfjäderfomad, öppen plats i västra Örebro. Tillkomståret är 1888. Innan dess fanns på platsen en loge, tillhörande en lantgård vars övriga byggnader låg mittemot Frimurarelogen, vid Järntorgsgatan .
Tillkomsten hade föregåtts av långa diskussioner i fullmäktige om hur den västra stadsdelen skulle utformas. Lantmätaren Tengvall föreslog ett rutformigt gatumönster, medan lektor Adolf Kjellström framhöll fördelarna med ett solfjäderformigt torg som grund, varifrån gator skulle stråla ut mot söder, väster och norr. Han hade Place de l'Etoile i Paris och Karlaplan, Stockholm som förebilder. Kjellströms förslag vann.
Gatorna som strålar ut åt söder, väster och norr är: Västra Bangatan, Hagagatan, Karlslundsgatan, Angelgatan och Ekersgatan. Från början fanns även en järnvägsövergång österut. Den anslöt till Vasagatan som leder vidare via Vasabron till centrum. Järnvägsövergången togs bort på 1990-talet, och ersattes med en gång- och cykeltunnel som leder under järnvägen.
Strax norrut, vid korsningen Ringgatan / Västra Bangatan, fanns en bilöverfart över järnvägen ut till Östra Bangatan. Den försvann någon gång runt millennieskiftet. 
Den ursprungliga bebyggelsen kring torget är riven, så när som på ett hus. Idag är det byggnader från 1960-talet som dominerar.

## Vasagatan
Vasagatan hette från början Scholgatan, eftersom Örebro skola, nuvarande Nikolai församlingshem, låg här. 1823 döptes gatan om till Norra Kyrkogatan, och 1884 fick den sitt nuvarande namn . Gatan börjar vid Östra Bangatan och passerar Nämndhuset, Vasabron, Post- och Telegrafhuset och slutar vid Drottninggatan. Tidigare anslöt Vasagatan via en järnvägsövergång till Vasatorget.